# Chrysogorgia geniculata
Chrysogorgia geniculata is een zachte koraalsoort uit de familie Chrysogorgiidae. De koraalsoort komt uit het geslacht Chrysogorgia. Chrysogorgia geniculata werd in 1889 voor het eerst wetenschappelijk beschreven door Wright & Studer.